# Legnano (equipa ciclista)
A equipa Legnano foi um equipa de ciclismo italiano, de ciclismo de estrada que competiu entre 1906 e 1966.
Surgido a partir da fábrica de bicicletas do mesmo nome, a equipa ao longo da sua história conseguiu numerosos sucessos entre os quais há catorze Giros de Itália e numerosas clássicas. Entre seus ciclistas, destacam nomes como Alfredo Binda, Learco Guerra, Gino Bartali, Fausto Coppi e a direcção de Eberardo Pavesi.

## Corredor melhor classificado nas Grandes Voltas

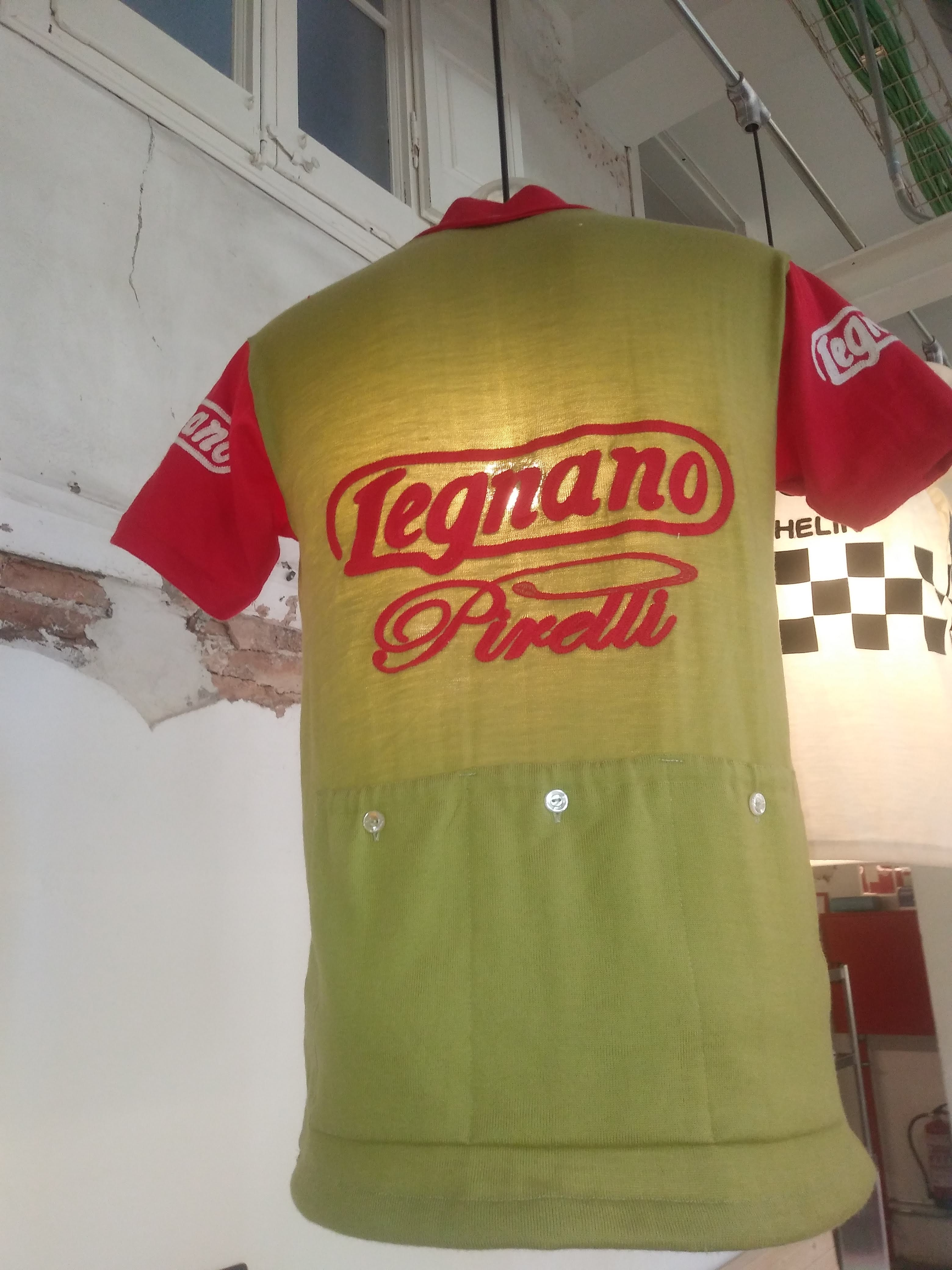
Maillot da equipa ciclista do Legnano Pirelli

| Ano  | Giro d'Italia            | Tour de France       | Volta a Espanha |
| ---- | ------------------------ | -------------------- | --------------- |
| 1906 | X                        | -                    | X               |
| 1907 | X                        | -                    | X               |
| 1908 | X                        | -                    | X               |
| 1909 | ?                        | -                    | X               |
| 1910 | ?                        | -                    | X               |
| 1911 | ?                        | -                    | X               |
| 1912 | ?                        | -                    | X               |
| 1913 | ?                        | -                    | X               |
| 1914 | -                        | -                    | X               |
| 1915 | X                        | X                    | X               |
| 1916 | X                        | X                    | X               |
| 1917 | X                        | X                    | X               |
| 1918 | X                        | X                    | X               |
| 1919 | ?                        | -                    | X               |
| 1920 | ?                        | -                    | X               |
| 1921 | 1.º Giovanni Brunero     | -                    | X               |
| 1922 | 1.º Giovanni Brunero     | -                    | X               |
| 1923 | 2.º Giovanni Brunero     | -                    | X               |
| 1924 | 1.º Giuseppe Enrici      | -                    | X               |
| 1925 | 1.º Alfredo Binda        | -                    | X               |
| 1926 | 1.º Giovanni Brunero     | -                    | X               |
| 1927 | 1.º Alfredo Binda        | -                    | X               |
| 1928 | 1.º Alfredo Binda        | -                    | X               |
| 1929 | 1.º Alfredo Binda        | -                    | X               |
| 1930 | 1.º Luigi Marchisio      | -                    | X               |
| 1931 | 3.º Luigi Marchisio      | -                    | X               |
| 1932 | 3.º Remo Bertoni         | -                    | X               |
| 1933 | 1.º Alfredo Binda        | -                    | X               |
| 1934 | 6.º Remo Bertoni         | -                    | X               |
| 1935 | 6.º Remo Bertoni         | -                    | -               |
| 1936 | 1.º Gino Bartali         | -                    | -               |
| 1937 | 1.º Gino Bartali         | -                    | X               |
| 1938 | -                        | -                    | X               |
| 1939 | 2.º Gino Bartali         | -                    | X               |
| 1940 | 1.º Fausto Coppi         | X                    | X               |
| 1941 | X                        | X                    | -               |
| 1942 | X                        | X                    | -               |
| 1943 | X                        | X                    | X               |
| 1944 | X                        | X                    | X               |
| 1945 | X                        | X                    | -               |
| 1946 | 1.º Gino Bartali         | X                    | -               |
| 1947 | 2.º Gino Bartali         | -                    | -               |
| 1948 | 8.º Gino Bartali         | -                    | -               |
| 1949 | 4.º Adolfo Leoni         | -                    | X               |
| 1950 | 12.º Pasquale Fornara    | -                    | -               |
| 1951 | 11.º Pasquale Fornara    | -                    | X               |
| 1952 | 10.º Giorgio Albani      | -                    | X               |
| 1953 | 12.º Nipo Defilippis     | -                    | X               |
| 1954 | 12.º Giorgio Albani      | -                    | X               |
| 1955 | 23.º Nello Fabbri        | -                    | -               |
| 1956 | 9.º Waldemaro Bartolozzi | -                    | -               |
| 1957 | 3.º Ercole Baldini       | -                    | -               |
| 1958 | 1.º Ercole Baldini       | -                    | -               |
| 1959 | 5.º Imerio Massignan     | -                    | -               |
| 1960 | 4.º Imerio Massignan     | -                    | -               |
| 1961 | 11.º Imerio Massignan    | -                    | -               |
| 1962 | 2.º Imerio Massignan     | 7.º Imerio Massignan | -               |
| 1963 | 7.º Imerio Massignan     | -                    | -               |
| 1964 | 19.º Carlo Chiappano     | -                    | -               |
| 1965 | 13.º Silvano Schiavon    | -                    | -               |
| 1966 | 12.º Silvano Schiavon    | -                    | -               |

## Principais resultados
- Milão-Sanremo: Giovanni Brunero (1922), Pietro Linari (1924), Alfredo Binda (1929, 1931), Gino Bartali (1939, 1940), Pierino Favalli (1941), Gino Bartali (1947)
- Giro de Lombardia: Giovanni Brunero (1923, 1924), Alfredo Binda (1925, 1926, 1927, 1931), Gino Bartali (1936, 1939, 1940), Mario Ricci (1941, 1945), Giuseppe Minardi (1952)

### Nas grandes voltas
- Giro d'Italia
  - 46 participações  (1909, 1910, 1911, 1912, 1913, 1919, 1920, 1921, 1922, 1923, 1925, 1926, 1927, 1928, 1929, 1930, 1931, 1932, 1933, 1934, 1935, 1936, 1937, 1939, 1940, 1946, 1947, 1948, 1949, 1950, 1951, 1952, 1953, 1954, 1955, 1956, 1957, 1958, 1959, 1960, 1961, 1962, 1963, 1964, 1965, 1966)
  - 135 vitórias de etapa:
  - 3 em 1910: Ernesto Azzini, Jean-Baptiste Dortignacq, Pierino Albini
  - 1 em 1911: Vincenzo Borgarello
  - 4 em 1912: Vincenzo Borgarello (3), Ernesto Azzini
  - 3 em 1913: Eberardo Pavesi (2), Clemente Canepari
  - 1 em 1920: Giuseppe Olivieri
  - 1 em 1921: Giovanni Brunero
  - 8 em 1922: Giovanni Brunero (3), Alfredo Sivocci, Bartolomeo Aimo (2), Pietro Linari, Luigi Annoni
  - 1 em 1923: Alfredo Sivocci
  - 3 em 1925: Alfredo Binda, Giovanni Brunero, Pietro Linari
  - 7 em 1926: Alfredo Binda (6), Giovanni Brunero
  - 13 em 1927: Alfredo Binda (12), Giovanni Brunero
  - 6 em 1928: Alfredo Binda (6)
  - 12 em 1929: Alfredo Binda (8), Mario Bianchi (2), Alfredo Dinale (2)
  - 4 em 1930: Leonida Frascarelli (2), Luigi Marchisio (2)
  - 2 em 1931: Alfredo Binda (2)
  - 1 em 1932: Remo Bertoni
  - 6 em 1933: Alfredo Binda (6)
  - 1 em 1934: Fabio Battesini
  - 4 em 1936: Gino Bartali (3), Fabio Battesini
  - 6 em 1937: Gino Bartali (4), Raffaele Di Paco, Learco Guerra
  - 4 em 1939: Gino Bartali (4)
  - 4 em 1940: Fausto Coppi, Pierino Favalli, Gino Bartali (2)
  - 3 em 1946: Aldo Bini, Mario Ricci, Renzo Zanazzi
  - 3 em 1947: Gino Bartali (2), Mario Ricci
  - 3 em 1948: Adolfo Leoni (2), Mario Ricci
  - 4 em 1949: Adolfo Leoni (3), Vincenzo Rossello
  - 1 em 1950: Adolfo Leoni
  - 3 em 1951: Adolfo Leoni, Luciano Frosini, Giuseppe Minardi
  - 5 em 1952: Rino Benedetti, Giorgio Albani (2), Giuseppe Minardi, Nino Defilippis
  - 2 em 1953: Giorgio Albani, Giuseppe Minardi
  - 2 em 1954: Giorgio Albani, Giuseppe Minardi
  - 3 em 1955: Vincenzo Zucconelli, Giorgio Albani, Giuseppe Minardi
  - 2 em 1956: Giorgio Albani (2)
  - 1 em 1957: Ercole Baldini
  - 4 em 1958: Ercole Baldini (4)
  - 1 em 1962: Graziano Battistini
  - 2 em 1963: Adriano Durante, Marino Vigna
  - 1 em 1964: Raffaele Marcoli
  - 14 classificações finais:
  - Giovanni Brunero (1921, 1922, 1926)
  - Alfredo Binda (1925, 1927, 1928, 1929, 1933)
  - Luigi Marchisio (1930)
  - Gino Bartali (1936, 1937, 1946)
  - Fausto Coppi (1940)
  - Ercole Baldini (1958)
  - 21 classificações secundárias:
  - Grande Prêmio da montanha: Alfredo Binda (1933), Remo Bertoni (1934), Gino Bartali (1936, 1937, 1939, 1940, 1946, 1947)
  - Classificação por equipas: (1922, 1923, 1925, 1926, 1927, 1928, 1929, 1931, 1932, 1933, 1936, 1946, 1957)

- Tour de France
  - 1 participações (1962)
  - 0 vitórias de etapa:
  - 0 classificação finais:
  - 0 classificações secundárias:

- Volta a Espanha
  - 0 participações
  - 0 vitórias de etapa:
  - 0 classificação finais:
  - 0 classificações secundárias: